# Teatro Apollo Victoria
El Apollo Victoria Theatre es un teatro del West End londinense (Reino Unido), ubicado en Wilton Road en el distrito de Westminster, junto a la Estación de Victoria (la sala también tiene entrada por Vauxhall Bridge Road.) Fue abierto en 1930 como cine y teatro de variedades, hasta convertirse definitivamente en una sala dedicada al teatro musical, comenzando en 1981 con el musical The Sound of Music, posteriormente se representó Starlight Express, entre 1984 y 2002. Desde 2006 se representa el musical Wicked.

## Historia

### Arquitectura
El teatro fue construido por el arquitecto William Edward Trent en 1929 por encargo de Provincial Cinematograph Theatres, de la compañía Gaumont British. El edificio presentaba dos fachadas idénticas que daban a las calles Wilton y Vauxhall Bridge. Construido principalmente en hormigón con fuertes bandas horizontales a lo largo de los lados exteriores del auditorio. Por el contrario, las entradas cuentan con un dosel en voladizo y están enmarcadas por canales verticales, con dos columnas de mármol negro que se elevan hasta la línea del techo. La entrada es simple, con recortes cromados, lo que conduce a un interior de temática náutica en el estilo art déco que hace un uso extensivo de la iluminación oculta, decorada con conchas y columnas que irrumpen en fuentes esculpidas en el techo.
El escenario es de 22,6 por 7,3 metros . El teatro está equipado con 10 camerinos y dos suites. El edificio fue declarado Monumento clasificado el 28 de junio de 1972.

### Cine y teatro de variedades
La sala abrió con el nombre de New Victoria Cinema el 15 de octubre de 1930 con la exhibición de la película protagonizada por George Arlis, Old English, basada en la obra de teatro de John Galsworthy. El teatro estaba equipado con un órgano que el día de la inauguración fue tocado por Reginald Foort. El primer espectáculo de variedades representado fue Hoop-La.
El teatro de variedades se combinó en ocasiones con las actuaciones de big bands. En junio de 1939, el cine fue uno de los tres lugares de Londres elegidos para la presentación de la retransmisión experimental televisiva del Derby de Epsom como parte de las pruebas de emisión de la BBC, utilizando el equipamiento diseñado por John Logie Baird para proyectar el evento en una pantalla de 4.6 por 3.7 metros en color sepia. Desde septiembre de 1940 a mayo de 1941, el teatro fue cerrado debido a los daños sufridos durante la Segunda Guerra Mundial, sin embargo, éstos fueron reparados rápidamente y el local fue pronto reabierto. Se planeó su demolición durante los años 50, pero finalmente no se llevó a cabo y el teatro continuó ofreciendo espectáculos de ballet, actuaciones musicales y cine durante décadas. La última sesión de cine se llevó a cabo en 1975, con un doble programa en el que se proyectaron las películas Legend of the Werewolf, de Peter Cushing y Vampire Circus, de Robert Young, tras lo cual el teatro fue cerrado durante cinco años. Led Zeppelin utilizó el local como sala de ensayo durante 1980, antes de su reapertura en 1981 con un concierto de Shirley Bassey.

### Teatro musical
A comienzos de los años 80 el teatro empezó a acoger la representación de musicales, con títulos como The Sound of Music, Camelot y El violinista en el tejado. En 1984, el interior fue modificado en gran medida por la introducción de un "circuito de carreras" que recorría la audiencia, para el espectáculo Starlight Express, con artistas sobre patines. El musical, que se estrenó el 27 de marzo de ese mismo año, con música de Andrew Lloyd Webber y dirigido por Trevor Nunn, llegó a estar 18 años en cartelera, alcanzando las 7.406 representaciones. 
Con la eliminación de las 'pistas de patinaje', el interior fue restaurado extensamente por los arquitectos Jaques Muir and Partners. Esto incluía la eliminación de 3.500 lámparas incandescentes que se habían vuelto difíciles de mantener y consumían una cantidad considerable de energía. Estas fueron reemplazados por 88.000 Leds de baja potencia diseñados especialmente para el teatro, creando el primer auditorio completamente iluminado de esta manera. El 19 de junio de 2002 se estrenó una nueva producción de Lloyd Webber, Bombay Dreams . Creada por A. R. Rahman con letras de Don Black y dirigida por Steven Pimlott, se mantuvo en cartelera hasta el 13 de junio de 2004, superando las 1.500 representaciones. Saturday Night Fever, el musical inspirado en la música de los Bee Gees se representó entre 2004 y 2005. El 10 de abril de 2006 se estrenó el jukebox musical, Movin' Out, basado en la música de Billy Joel.  Fue protagonizado por James Fox y se mantuvo en cartelera tan solo dos meses.
El musical de Broadway, Wicked fue estrenado en Londres el 27 de septiembre de 2006 con un reparto compuesto por Idina Menzel como Elphaba, Helen Dallimore como Glinda, Nigel Planer como El mago, Adam Garcia como Fiyero y Miriam Margolyes como Madame Morrible.